# Rick Rubin
Pour les articles homonymes, voir Rubin.
Frederik Jay Rubin, né le 10 mars 1963, est un producteur de disques américain, principalement connu pour son travail dans le milieu du rap et du heavy metal. Il a été une personne majeure dans la fusion du rap et du hard rock en réunissant Run–D.M.C. et Aerosmith sur la chanson Walk This Way. La chaîne de télévision MTV lui a donné le titre de « producteur le plus important des 20 dernières années ».

## Biographie

### Les débuts et les années Def Jam
Rubin a grandi à Lido Beach, dans l'État de New York. Au lycée, il est membre d'un groupe appelé The Pricks, et plus tard du groupe de punk Hose de l'Université de New York, fortement influencé par le groupe de San Francisco Flipper. Durant ses années à l'université il alla fréquemment aux soirées "Wheels of Steel" de Blue au Negril et au Roxy, ce qui, en plus des émissions hip-hop de Mr. Magic et de celles de la radio étudiante WBAU, le rendit fanatique de rap. En 1982, Hose devient Def Jam avec la sortie de son premier 45 tours. Le groupe donne quelques concerts en Californie mais se sépare en 1986. Rubin préfère se consacrer à une autre passion qui lui prend beaucoup de temps : l'émergence de la scène hip-hop new-yorkaise.
Rubin se reconnait autant dans le punk rock que dans la culture hip-hop qui voyait le jour dans le quartier Lower East Side. De nombreux artistes venus du Bronx et de Harlem commençaient à se produire en ville. À cette époque, les rappeurs utilisaient souvent comme slogan l'expression « Our style is death ». En raison de la prononciation du mot « death », parfois prononcé def par les Afro-Américains, Rubin croyait que def était un nouveau mot et ne comprenait pas qu'en réalité ils disaient « death ».
Avec l'aide de son ami DJ Jazzy Jay du groupe Zulu Nation, Rubin découvre la production dans le monde du hip-hop. En 1983, les deux hommes produisent l'album It's Yours pour le rappeur T La Rock et le sortent sous leur label indépendant Def Jam Records. En 1984, le producteur Arthur Baker (en) les aide à distribuer l'album dans le reste du monde en le sortant sous le label Baker's Streetwise Records.
Jazzy Jay présente ensuite Rubin au manager Russell Simmons, le label Def Jam est alors officiellement créé, alors que Rubin fréquente toujours l'université de New York. Parmi les premiers disques produits on note I Need a Beat de LL Cool J. L'EP Rock Hard des Beastie Boys sort juste après le succès qu'il a connu en travaillant avec Run–D.M.C.. Il a en effet eu l'idée de faire collaborer le groupe de rap américain avec le groupe Aerosmith sur une reprise d'un des premiers tubes du groupe Walk This Way. Cette fusion du rock et du rap connaît un grand succès et relance la carrière du groupe Aerosmith.

### Les années Def American
En 1988, Simmons et Rubin se séparent, notamment en raison d'une lutte pour le pouvoir, perdue par Rubin face au président de Def Jam Lyor Cohen. Simmons reste à New York chez Def Jam, alors que Rubin part pour Los Angeles, où il fonde Def American Records. Là-bas, il produit des albums de rock avec des groupes comme Slayer, Danzig, Masters of Reality, The Cult et Wolfsbane, mais aussi l'humoriste très controversé Andrew Dice Clay (en). Il produit également l'album révolutionnaire des Red Hot Chili Peppers Blood Sugar Sex Magik. Il conserve cependant des contacts dans le milieu du rap en signant avec les Geto Boys et en travaillant toujours avec des artistes comme Public Enemy, LL Cool J et Run–D.M.C. entre autres.

### Les années American Recordings
En 1993, Def American devient American Recordings. Le premier projet majeur pour ce label est l'album American Recordings du chanteur Johnny Cash, album qui comporte neuf reprises. Cet album permet au chanteur de relancer sa carrière. La même formule sera répétée par la suite sur trois autres albums de Cash : Unchained, Solitary Man et The Man Comes Around. Ce dernier album, paru peu de temps avant la mort du chanteur en 2003, est récompensé par un Grammy Award du meilleur chanteur de country. Rubin travaille également avec d'autres chanteurs comme Mick Jagger en 1993 sur l'album Wandering Spirit ou des groupes comme System of a Down à partir de 1998.
En 2006, il produit le double album Stadium Arcadium des Red Hot Chili Peppers (c'est le cinquième album consécutif qu'il produit pour eux), avant d'amorcer un travail avec U2 pour leur prochain album.
Le 28 février 2014, il reçoit le prix « une vie d'harmonie » de la Fondation David Lynch à Los Angeles pour une vie de méditation et de musique
En 2015, il apparaît dans le spot commercial de la marque SONOS sur fond de Death Defying Acts de Angus & Julia STONE.

## Albums produits
- Licensed to Ill - lUK3 sur - back to the old’s’cool (2024)

- Radio - LL Cool J (1985)
- Licensed to Ill - Beastie Boys (1986)
- Raising Hell - Run–D.M.C. (1986)
- Reign in Blood - Slayer (1986)
- Electric - The Cult (1987)
- Yo ! Bum rush the show - Public Enemy (1987)
- Danzig - Danzig (1988)
- Tougher Than Leather - Run–D.M.C. (1988)
- South of Heaven - Slayer (1988)
- It Takes a Nation of Millions to Hold Us Back - Public Enemy (1988)
- Masters of Reality - Masters of Reality (1988)
- Andrew Dice Clay - Andrew Dice Clay (en) (1989)
- Trouble - Trouble (1990)
- Danzig II: Lucifuge - Danzig (1990)
- Seasons in the Abyss - Slayer (1990)
- Nobody Said It Was Easy - The Four Horsemen (1991)
- Manic Frustration - Trouble (1991)
- Decade of Aggression - Slayer (1991)
- Blood Sugar Sex Magik - Red Hot Chili Peppers (1991)
- Danzig III: How the Gods Kill - Danzig (1992)
- Thrall: Demonsweatlive - Danzig (1993)
- 21st Century Jesus - Messiah (1993)
- Danzig 4 - Danzig (1994)
- American Recordings - Johnny Cash (1994)
- Divine Intervention - Slayer (1994)
- Wildflowers - Tom Petty (1994)
- One Hot Minute - Red Hot Chili Peppers (1995)
- Ballbreaker - AC/DC (1995)
- God Lives Underwater - God Lives Underwater (en) (1995)
- Empty - God Lives Underwater (1995)
- Unchained - Johnny Cash (1996)
- Undisputed Attitude - Slayer (1996)
- Sutras - Donovan (1996)
- Diabolus In Musica - Slayer (1998)
- System of a Down - System of a Down (1998)
- Chef Aid - South Park (1998)
- Peasants, Pigs & Astronauts - Kula Shaker (1999)
- Californication - Red Hot Chili Peppers (1999)
- American III: Solitary Man - Johnny Cash (2000)
- Paloalto - Paloalto (2000)
- Renegades - Rage Against the Machine (2000)
- Amethyst Rock Star - Saul Williams (2001)
- Toxicity - System of a Down (2001)
- The War of Art - American Head Charge (2001)
- American IV: The Man Comes Around - Johnny Cash (2002)
- By the Way - Red Hot Chili Peppers (2002)
- Audioslave - Audioslave (2002)
- Steal This Album! - System of a Down (2002)
- Results May Vary - Limp Bizkit (avec Terry Date et Jordan Schur)
- Unearthed - Johnny Cash (2003)
- De-Loused in the Comatorium - The Mars Volta (2003)
- The Black Album - Jay-Z (2003)
  - 99 Problems
- Live at the Grand Olympic Auditorium - Rage Against the Machine (2003)
- Heroes and Villains - Paloalto (2003)
- Vol. 3: (The Subliminal Verses) - Slipknot (2004)
- Armed Love - The (International) Noise Conspiracy (2004)
- Crunk Juice - Lil' Jon (2004)
  - Stop Fuckin' Wit Me
- Make Believe - Weezer (2005)
- Out of Exile - Audioslave (2005)
- Mezmerize - System of a Down (2005)
- Hypnotize - System of a Down (2005)
- 12 Songs - Neil Diamond (2005)
- Fijacion Oral 1 - Shakira (2005)
- Oral Fixation Vol. 2 - Shakira (2006)
- Stadium Arcadium - Red Hot Chili Peppers (2006)
- Christ Illusion - Slayer (2006)
- FutureSex/LoveSounds - Justin Timberlake (2006)
  - (Another Song) All Over Again
- Untitled - Kid Rock (2006/2007)
- Taking the Long Way - Dixie Chicks (2006)
- American V: A Hundred Highways - Johnny Cash (2006)
- Heroes & Thieves - Vanessa Carlton
- Minutes To Midnight - Linkin Park (2007)
- Red Album - Weezer (2008)
- Death Magnetic - Metallica (2008)
- Cross of My Calling - The (International) Noise Conspiracy (2008)
- Music For Men - The Gossip (2009)
- World Painted Blood - Slayer (2009)
- American VI: Ain't No Grave - Johnny Cash (2010)
- A Thousand Suns - Linkin Park  (2010)
- 21 - Adele (2011)
- I'm with You - Red Hot Chili Peppers (2011)
- Living Things - Linkin Park  (2012)
- La Futura - ZZ Top (2012)
- 13 - Black Sabbath (2013)
- Yeezus - Kanye West (2013)
- The Marshall Mathers LP 2 - Eminem (2013)
- Shangri La - Jake Bugg (2013)
- Angus & Julia Stone - Angus & Julia Stone (2014)
- Revival - Eminem (2017)
- Oh vita ! - Jovanotti (2018)
- The Book Of Traps And Lessons - Kae Tempest (2019)
- Africa Speaks - Santana (2019)
- The New Abnormal - The Strokes (2020)
- Sulla luna - Jovanotti (2020)
- Mercury – Acts 1 & 2 - Imagine Dragons (2021, 2022)
- Unlimited Love - Red Hot Chili Peppers (2022)
- Return of the dream canteen - Red Hot Chili Peppers (2022)
- World Record - Neil Young  (2022)
- Gag Order - Kesha (2023)
- Mood Swings - Marcus King (2024)

## Filmographie
- 1985 : Krush Groove de Michael Schultz : lui-même
- 1988 : Tougher Than Leather de Rick Rubin : Vic Ferrante (également scénariste)
- 1990 : Men Don't Leave de Paul Brickman : Craig
- 1992 : Funky Monks de Gavin Bowden : lui-même
- 2004 : Fade to Black de Pat Paulson & Michael John Warren : lui-même
- 2006 : Dixie Chicks: Shut Up and Sing de Barbara Kopple & Cecilia Peck : lui-même
- 2007 : Runnin' Down a Dream de Peter Bogdanovich : lui-même
- 2013 : Sound City de Dave Grohl : lui-même

## Télévision
- 2021 : McCartney 3, 2, 1 de Zachary Heinzerling : lui-même (série de six épisodes sur Hulu[2].)
- 2021 : Dave de David Burd : lui-même (Épisode 9)